# Ийзаку (волость)
Волость И́йзаку (эст. Iisaku vald) — бывшая волость на юге уезда Ида-Вирумаа в Эстонии. Административный центр волости — посёлок Ийзаку.
Находится в живописном месте, характеризуется большой площадью лесов и болот. С трёх сторон волость окружают природные объекты: заповедники Мурака, Агусалу и с юга Чудское озеро.
Волость Ийзаку находится в 32 километрах от уездного центра, города Йыхви. До Тарту — 100 км, до Риги — 350. Площадь волости — 258 км². Число жителей — 1174 (по состоянию на 1 января 2015 года). Волость Ийзаку состоит из посёлка Ийзаку и 17 деревень: Аллику, Вайкла, Варесметса, Имату, Йыуга, Казевялья, Каукси, Колдамяэ, Куру, Липнику, Лыпе, Поотсику, Сырумяэ, Сяллику, Тага-Роостоя, Тамметагузе, Тяривере.
Через волость проходит шоссе Йыхви — Тарту — Рига (А201).